# 215458 Yucun
215458 Yucun este o planetă minoră (asteroid) din centura de asteroizi. A fost descoperită pe 15 august 2002 la Observatorul Palomar de Near Earth Asteroid Tracking. 
Obiectul prezintă o orbită caracterizată de o semiaxă mare de 2,5210971880647 UAi, o excentricitate de 0,094137543937266, o înclinație de 4,2378424414515 ° în raport cu ecliptica.